# WME Awards para Melhor Videoclipe
WME Awards para Melhor Videoclipe é um prêmio dado anualmente no WME Awards, uma cerimônia estabelecida em 2017, que visa valorizar o trabalho de mulheres na música.

## Vencedoras e indicadas

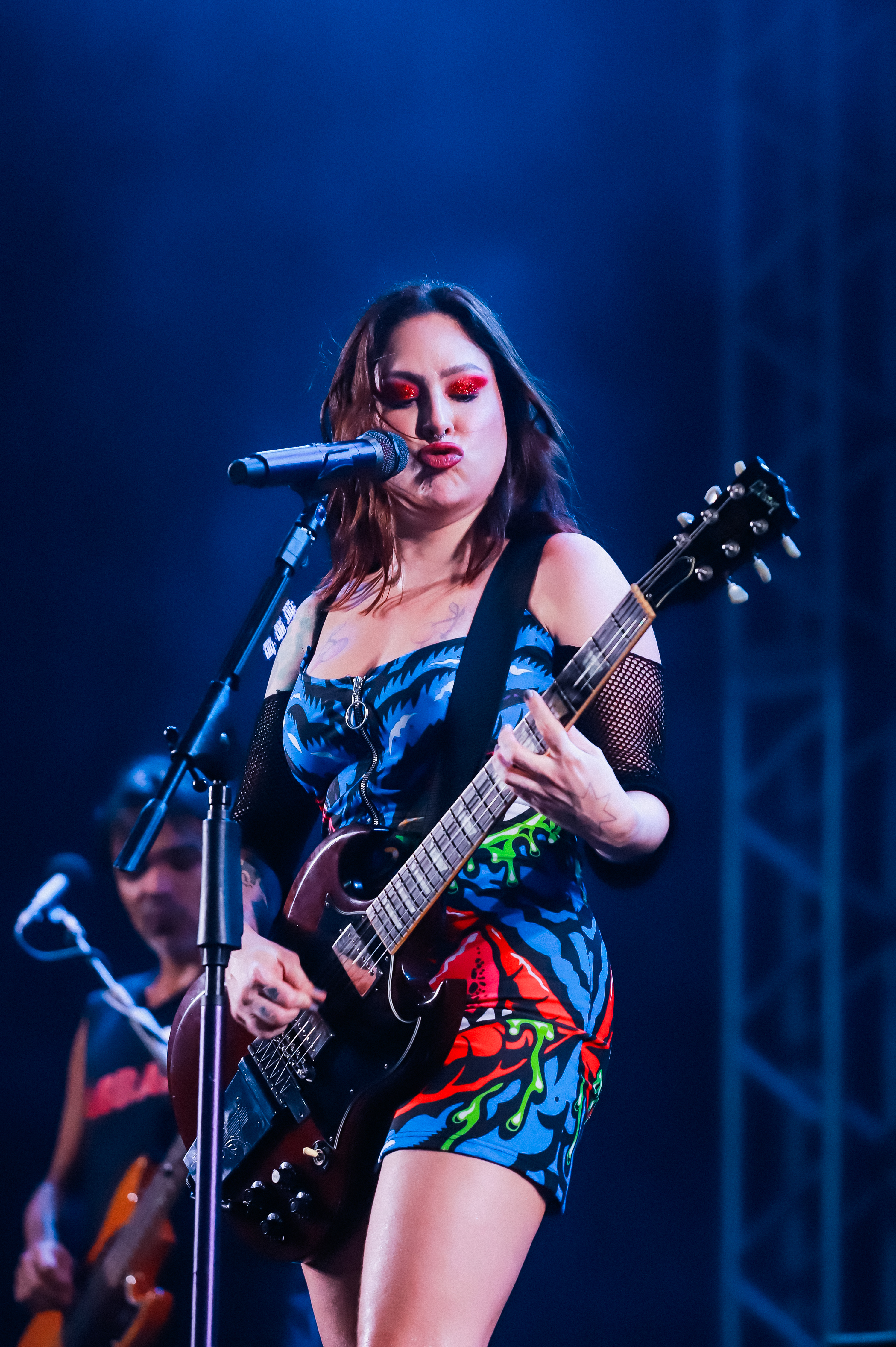
Vencedora inaugural, Pitty por "Na Pele" (2017), com colaboração de Elza Soares.

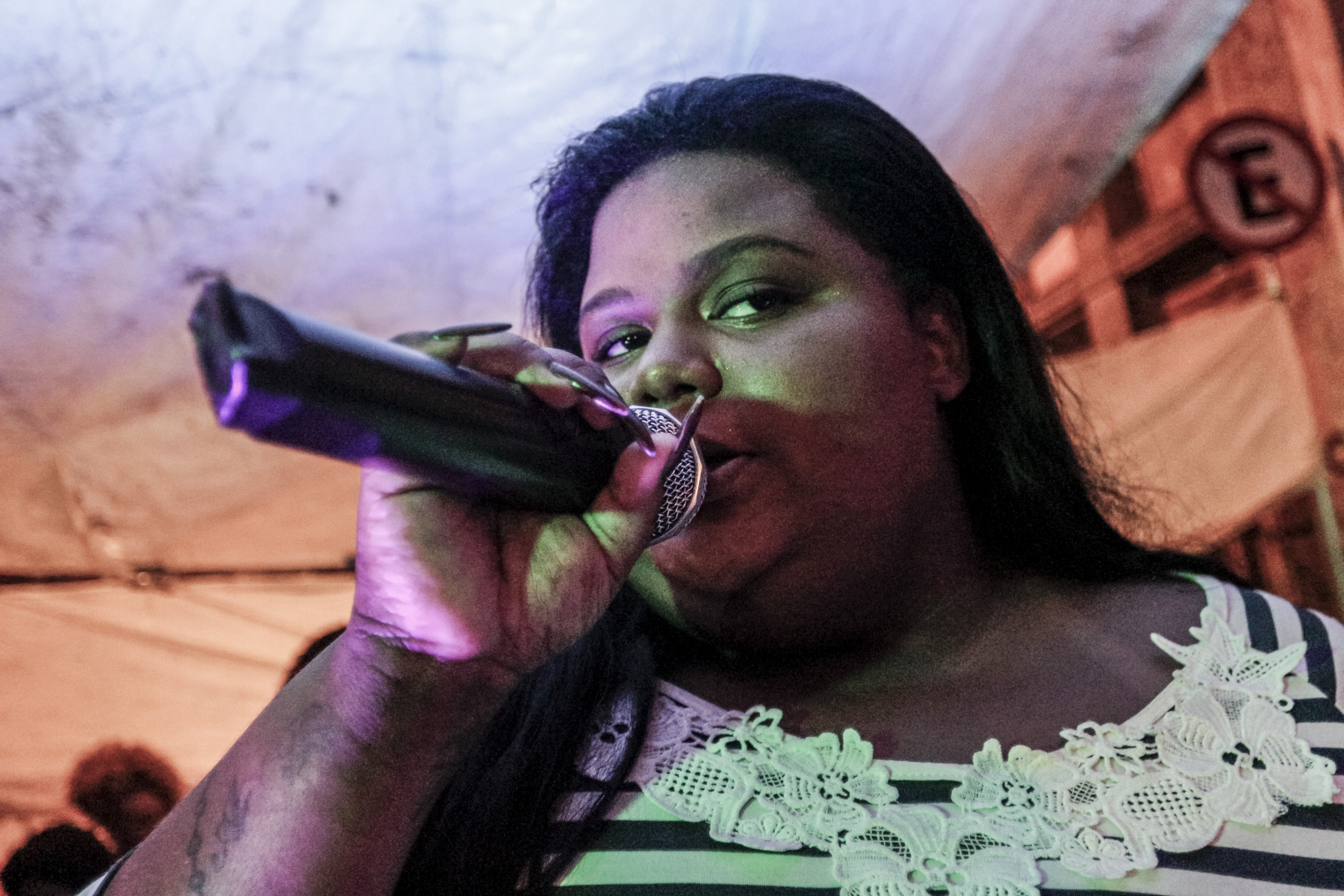
Vencedora em 2023, MC Carol por "Fé nas Maluca" (2023), canção de Iza.

### Década de 2010
| Ano  | Vencedor(a)                     | Indicados | Ref.  |
| ---- | ------------------------------- | --- | ----- |
| 2017 | "Na Pele" – Pitty e Elza Soares | - "Cheguei" – Ludmilla - "Lalá" – Karol Conká - "Lesbigay" – Aíla - "Sua Cara" – Major Lazer feat. Anitta e Pabllo Vittar           | [ 2 ] |
| 2018 | "Vá Se Benzer" – Preta Gil      | - "Além de Cavalos" – Letrux - "Banzeiro" – Daniela Mercury - "Dona de Mim – Iza - "Pra Que Me Chama" – Xênia França                | [ 3 ] |
| 2019 | "Brisa" – Iza                   | - "Garupa" – Luísa Sonza feat. Pabllo Vittar - "Mil Mulheres" – Luiza Lian - "Nave" – Xênia França - "Ninguém É de Ninguém" – Pitty | [ 4 ] |

### Década de 2020
| Ano  | Vencedor(a)                                                       | Indicados | Ref.  |
| ---- | ----------------------------------------------------------------- | --- | ----- |
| 2020 | "Deve Ser Horrível Dormir Sem Mim" – Manu Gavassi e Gloria Groove | - "Braba" – Luísa Sonza - "Combatchy" – Anitta, Lexa e Luísa Sonza feat. Rebecca - "Corpocontinente" – Céu - "Dollar Euro" – Tássia Reis feat. Monna Brutal | [ 5 ] |
| 2021 | "Esqueça-Me Se For Capaz" – Marília Mendonça e Maiara & Maraisa   | - "Gueto" – Iza - "Lama" – Mulamba - "Melhor Sozinha" – Luísa Sonza - "Nem Um Pouquinho" – Duda Beat                                                        | [ 6 ] |
| 2022 | "Cachorrinhas" – Luísa Sonza                                      | - "Barbie" – Rebecca, Pocah, Lexa e Danny Bond - "Dia Bom" – Tássia Reis e Tulipa Ruiz - "Era Uma Vez Liliane" – Negra Li - "Fé" – Iza                      | [ 7 ] |
| 2023 | "Fé nas Maluca" – Iza e MC Carol                                  | - "Campo de Morango" – Luísa Sonza - "Noites Tropicais" – Mahmundi - "Sou Má" – Ludmilla feat. Tasha & Tracie - "Tudo Pra Amar Você" – Marina Sena          | [ 8 ] |
| 2024 | "Saudade de Você" – Duda Beat                                     | - "Dizem Que Sou Louca" – Mari Fernandez - "Ensolarada" – Rachel Reis - "Nu" – Assuscena - "Tentativa Frustrada" – Michele Andrade e Priscila Senna         | [ 9 ] |

## Estatísticas

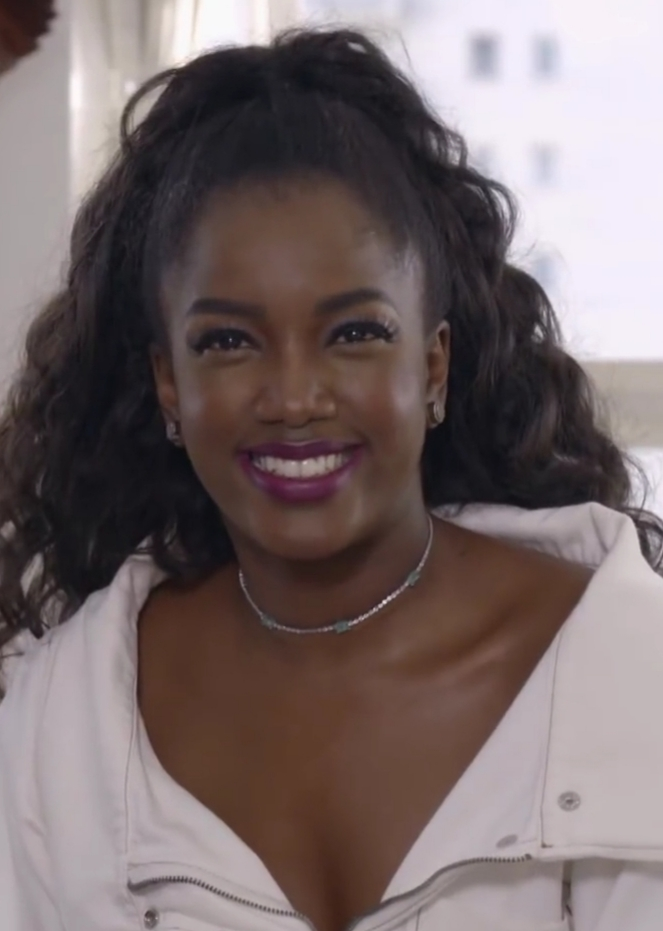
Iza, maior vencedora.

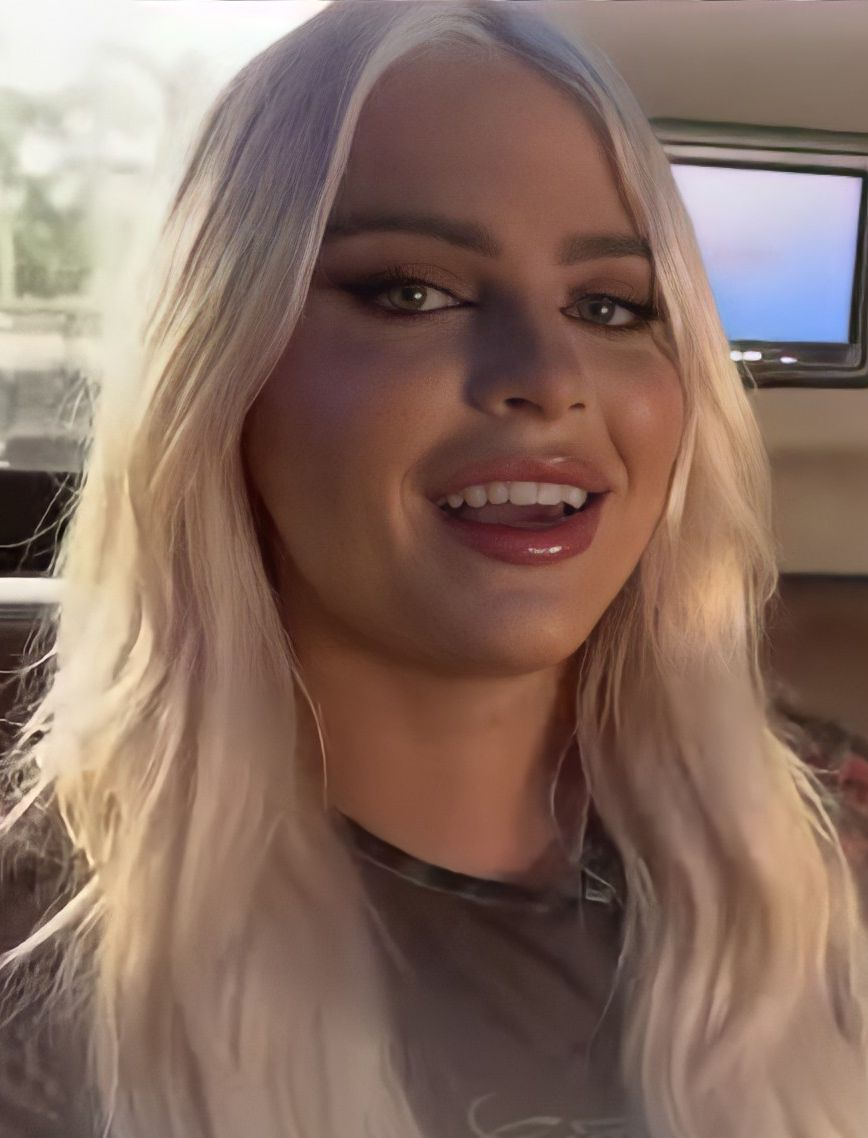
Luísa Sonza, mais indicada.

| Mais premiadas - Iza — 2 | Mais indicadas - Luísa Sonza — 6 - Iza — 5 - Anitta — 2 - Duda Beat — 2 - Lexa — 2 - Ludmilla — 2 - Pabllo Vittar — 2 - Pitty — 2 - Rebecca — 2 - Tássia Reis — 2 - Xênia França — 2 |